# Anna Andexer
Anna Andexer, née le 26 janvier 2003, est une biathlète autrichienne.

## Parcours sportif
Lors des Championnats du monde juniors 2024 à Otepää, elle décroche la médaille de bronze du relais mixte avec Oliver Lienbacher, Fabian Muellauer et Lara Wagner derrière l'équipe norvégienne et l'équipe allemande.
Lors des Championnats du monde juniors 2025 à Östersund, elle est sacrée championne du monde juniors devant Sara Andersson et Amandine Mengin, et elle décroche la médaille de bronze du relais mixte avec Wilma Anhaus, Thomas Marchl et Fabian Muellauer derrière l'équipe allemande et l'équipe française.

## Palmarès

### Championnats du monde
| Édition \ Épreuve | Individuel | Sprint | Poursuite | Mass start | Relais | Relais mixte | Relais mixte simple |
| ----------------- | ---------- | ------ | --------- | ---------- | ------ | ------------ | ------------------- |
| Lenzerheide 2025  | 56e        | 58e    | 44e       | —          | 4e     | —            | —                   |

Légende :
- — : non disputée par Anna Andexer

### Coupe du monde
- Meilleur classement général : 66e en 2025.
- Meilleur résultat individuel : 25e du sprint à Hochfilzen en 2025.

 Dernière mise à jour le 26 mars 2025

#### Résultats détaillés en Coupe du monde
| Résultats détaillés en Coupe du monde | Résultats détaillés en Coupe du monde | Résultats détaillés en Coupe du monde | Résultats détaillés en Coupe du monde | Résultats détaillés en Coupe du monde | Résultats détaillés en Coupe du monde | Résultats détaillés en Coupe du monde | Résultats détaillés en Coupe du monde | Résultats détaillés en Coupe du monde | Résultats détaillés en Coupe du monde | Résultats détaillés en Coupe du monde | Résultats détaillés en Coupe du monde | Résultats détaillés en Coupe du monde | Résultats détaillés en Coupe du monde | Résultats détaillés en Coupe du monde | Résultats détaillés en Coupe du monde | Résultats détaillés en Coupe du monde | Résultats détaillés en Coupe du monde | Résultats détaillés en Coupe du monde | Résultats détaillés en Coupe du monde | Résultats détaillés en Coupe du monde | Résultats détaillés en Coupe du monde | Résultats détaillés en Coupe du monde | Résultats détaillés en Coupe du monde | Résultats détaillés en Coupe du monde | Résultats détaillés en Coupe du monde | Résultats détaillés en Coupe du monde |
| Saison                                | 1                                     | 2                                     | 3                                     | 4                                     | 5                                     | 6                                     | 7                                     | 8                                     | 9                                     | 10                                    | 11                                    | 12                                    | 13                                    | 14                                    | 15                                    | 16                                    | 17                                    | 18                                    | 19                                    | 20                                    | 21                                    | 22                                    | 23                                    | 24                                    | 25                                    | Classement                            |
| ------------------------------------- | ------------------------------------- | ------------------------------------- | ------------------------------------- | ------------------------------------- | ------------------------------------- | ------------------------------------- | ------------------------------------- | ------------------------------------- | ------------------------------------- | ------------------------------------- | ------------------------------------- | ------------------------------------- | ------------------------------------- | ------------------------------------- | ------------------------------------- | ------------------------------------- | ------------------------------------- | ------------------------------------- | ------------------------------------- | ------------------------------------- | ------------------------------------- | ------------------------------------- | ------------------------------------- | ------------------------------------- | ------------------------------------- | ------------------------------------- |
| 2024-2025                             |                                       |                                       |                                       |                                       |                                       |                                       |                                       |                                       |                                       |                                       |                                       |                                       |                                       |                                       | .                                     | .                                     | .                                     | .                                     |                                       |                                       |                                       |                                       |                                       |                                       |                                       | 66e                                   |
| 2024-2025                             | SI                                    | SP                                    | MS                                    | SP 25e                                | PU 56e                                | SP 50e                                | PU 47e                                | MS                                    | SP 61e                                | PU                                    | IN 58e                                | MS                                    | SP 70e                                | PU                                    | SP                                    | PU                                    | IN                                    | MS                                    | SP                                    | PU                                    | IN 34e                                | MS                                    | SP 28e                                | PU 28e                                | MS                                    | 66e                                   |

### Championnats d'Europe
| Édition \ Épreuve         | Individuel | Sprint | Poursuite | Relais                           | Relais mixte                     | Relais mixte simple              |
| ------------------------- | ---------- | ------ | --------- | -------------------------------- | -------------------------------- | -------------------------------- |
| Brezno-Osrblie 2024       | —          | 13e    | 9e        | Épreuve inexistante à cette date | —                                | —                                |
| Martell-Val Martello 2025 | —          | 19e    | 30e       | 5e                               | Épreuve inexistante à cette date | Épreuve inexistante à cette date |

Légende :
- — : non disputée par Anna Andexer

### IBU Cup
- 1 podium individuel : 1 deuxième place.

 Dernière mise à jour le 14 mars 2025 

#### Podiums individuels en IBU Cup
| Podiums individuels en IBU Cup | Podiums individuels en IBU Cup | Podiums individuels en IBU Cup | Podiums individuels en IBU Cup | Podiums individuels en IBU Cup | Podiums individuels en IBU Cup |
| n°                             | Saison                         | Date                           | Lieu                           | Épreuve                        | Résultat                       |
| ------------------------------ | ------------------------------ | ------------------------------ | ------------------------------ | ------------------------------ | ------------------------------ |
| 1                              | 2023-2024                      | 07-01-2024                     | Martell-Val Martello           | Poursuite 10 km                | Médaille d'argent              |

### Championnats du monde juniors/jeunes
| Mondiaux / Épreuve  | Cat.    | Individuel | Sprint        | Poursuite                        | Mass start 60                    | Relais | Relais mixte                     |
| 2020 Lenzerheide    | Jeunes  | —          | —             | —                                | Épreuve inexistante à cette date | 8e     | Épreuve inexistante à cette date |
| 2021 Obertilliach   | Jeunes  | 14e        | 14e           | 16e                              | Épreuve inexistante à cette date | 5e     | Épreuve inexistante à cette date |
| 2022 Soldier Hollow | Jeunes  | 7e         | 10e           | 10e                              | Épreuve inexistante à cette date | 9e     | Épreuve inexistante à cette date |
| 2023 Chtchoutchinsk | Juniors | 31e        | 13e           | 6e                               | Épreuve inexistante à cette date | 7e     | —                                |
| 2024 Otepää         | Juniors | 6e         | 8e            | Épreuve inexistante à cette date | 7e                               | 5e     | Médaille de bronze               |
| 2025 Östersund      | Juniors | 15e        | Médaille d'or | Épreuve inexistante à cette date | 17e                              | 6e     | Médaille de bronze               |

Légende :
- : première place, médaille d'or
- : troisième place, médaille de bronze
- — : non disputée par Anna Andexer